# Abcès artificiel
L'abcès artificiel ou abcès de fixation, dit aussi abcès ou méthode de Fochier, est une technique médicale utilisée à la fin du XIXe siècle pour soigner des états infectieux généralisés (septicémies, infections purulentes…) en créant artificiellement un abcès sous-cutané censé attirer et fixer des bactéries circulant dans le sang. Cette technique est abandonnée dans les années 1950.
Au sens figuré, un abcès de fixation est un événement malheureux, mais qui évite que des événements plus graves ne surviennent, ou une concentration locale, plus facile à réduire, d'un problème plus général.

## Histoire
En 1891, Alphonse Fochier (1845-1903), professeur d'obstétrique, publie une communication à la société des sciences médicales de Lyon intitulée Thérapeutique des infections pyogènes généralisées. Il a remarqué que, dans de rares cas, l'état de patientes atteintes de fièvre puerpérale s'améliore avec l'apparition d'une suppuration locale, alors que le plus souvent cet état s'aggrave en l'absence de cette suppuration. Il en déduit que la provocation d'un abcès local pourrait être un moyen de guérison de septicémies, en attirant les microbes circulants dans le sang pour les fixer dans cet abcès,.

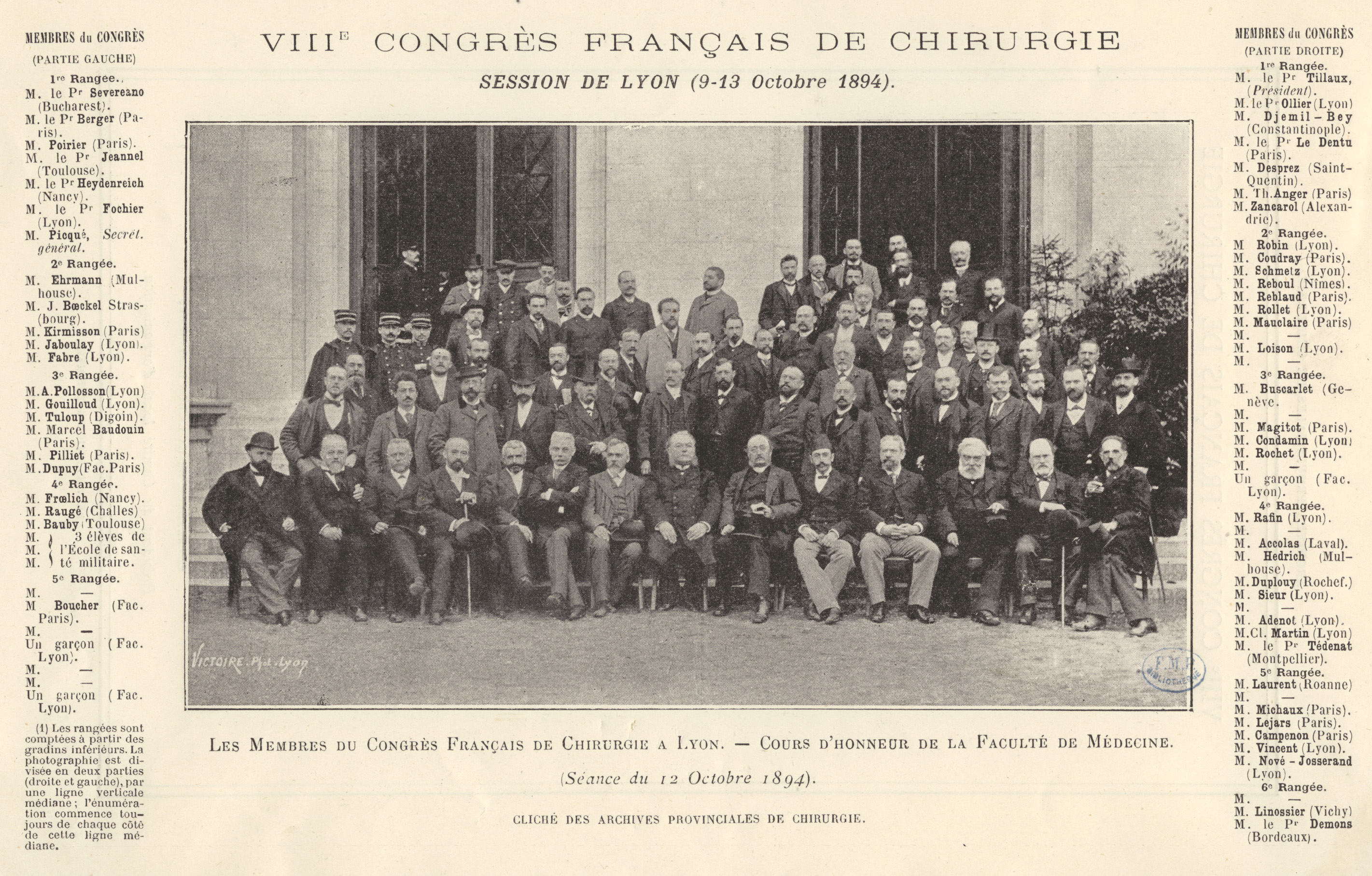
Congrès français de chirurgie, Lyon 1894, Alphonse Fochier est au premier rang, les bras croisés, sixième à partir de la gauche.

Après essais de plusieurs produits susceptibles de provoquer un abcès, la méthode est codifiée en choisissant l'huile de térébenthine en injection sous-cutanée de 1 cm3 dans la face externe de la cuisse. Dans les jours qui suivent, on note une rougeur au point d'injection, puis une tuméfaction et enfin un abcès dont on évacue le pus par incision. Lorsque le malade s'améliore, c'est la réussite de l'abcès de fixation, dans les cas malheureux, c'est que l'abcès de fixation n'a pas pris.
Cette méthode diffuse rapidement en France et dans les pays voisins, elle est aussi adoptée en médecine vétérinaire. Au début du XXe siècle, les études sur les phénomènes inflammatoires et immunologiques permettent d'affiner les explications : il s'agit d'une « leucopyrétothérapie » qui non seulement fixe les microbes, mais neutralise aussi les agents nocifs, stimule l'immunité et produit des anticorps.
Dans les années 1920, les indications s'élargissent aux états de confusion mentale et aux délires toxi-infectieux. Constance Pascal (1877-1937) insiste sur l'action sédative d'un abcès de fixation dans les états maniaques, et d'autres psychiatres en font un « traitement de choc » des grands états d'agitation.
Cependant, les bactériologistes notent un fait curieux : le pus d'un tel abcès de fixation est aseptique, sans les germes septicémiques censés s'y retrouver. Aussi, la valeur thérapeutique de la méthode est mise en doute. L'abcès artificiel n'aurait qu'une simple valeur pronostique : si l'abcès se forme avec afflux de leucocytes, c'est que l'organisme du patient a encore des ressources défensives pour guérir, alors que s'il ne se forme pas c'est que les défenses sont dépassées. Donc l'abcès de fixation ne guérit pas, c'est le patient qui allait guérir, ce qui est rejeté par les partisans de la méthode proclamant leurs cas de guérison.
Avec l'arrivée des sulfamides et de l'antibiothérapie, l'abcès de fixation est finalement abandonné (défendu quelque temps comme « complément utile »), d'autant plus que cette méthode était très douloureuse.

## Analyses et commentaires
L'abcès de fixation appartient à la catégorie des « traitements de choc » en vogue dans la première moitié du XXe siècle. Ces traitements ont pour but de déclencher des réactions de l'organisme, censées représenter une accélération d'un processus de guérison.
Selon François Dagognet (1924-2015), il s'agit d'un thème remontant à l'Antiquité, de l'ordre de la Nature guérisseuse ou Vis medicatrix naturae (en). La maladie n'est pas tant un désordre ou un déséquilibre qu'une insuffisance à réagir. Il ne faut plus anéantir les symptômes, mais plutôt les stimuler, comme un coup de fouet donné à la nature guérisseuse. « Déjà, la médecine populaire ne favorise-t-elle pas spontanément, chez le fiévreux, une intense sudation, grâce à des tisanes bouillantes, un alcool abondant, des couvertures épaisses ? ».
« Le dangereux c'est le torpide, l'atone et le chronique, qui privent  l'organisme de sa crise ou de sa franche victoire ». Ici l'imaginaire du médecin rejoint l'imaginaire du malade qui valorise « le véhément, le radical et le sacrificiel » par lesquels il mérite d'être guéri.
L'abcès de fixation rejoint d'autres traitements comme la malariathérapie et autres « pyrothérapies » (traitement par fièvre provoquée), l'électrochoc, la cure de Sakel, etc. dont l'opposé est représenté par les méthodes de « mise au repos » de l'organisme comme la clinothérapie (repos au lit), le jeûne, la cure de sommeil ,…
L'histoire de l'abcès de fixation serait un modèle de tromperie (où les auteurs se trompent eux-mêmes) par interprétations maladroites et fautives.